# Катастрофа A320 под Сочи
Катастрофа A320 под Сочи — крупная авиационная катастрофа, произошедшая ночью в среду 3 мая 2006 года. Авиалайнер Airbus A320-211 авиакомпании Armavia выполнял плановый рейс RNV967 по маршруту Ереван—Сочи, но при уходе на второй круг в аэропорту Сочи рухнул в Чёрное море в 6 километрах от берега. Погибли все находившиеся на его борту 113 человек — 105 пассажиров и 8 членов экипажа.

## Самолёт
Airbus A320-211 (регистрационный номер EK-32009, серийный 547) был выпущен в 1995 году (первый полёт совершил 28 июня под тестовым б/н F-WWIU). 30 августа того же года был передан авиакомпании Ansett Australia (борт VH-HYO). 6 февраля 2004 года был куплен авиакомпанией Armavia, в которой получил бортовой номер EK-32009 и имя Mesrop Mashtots. Оснащён двумя турбовентиляторными двигателями CFM International CFM56-5A1. На день катастрофы совершил 14 376 циклов «взлёт-посадка» и налетал 28 234 часа.

## Экипаж и пассажиры
Самолётом управлял опытный экипаж, его состав был таким:
- Командир воздушного судна (КВС) — 40-летний Григор Григорян. Опытный пилот, проработал в авиакомпании Armavia 1 год и 11 месяцев (с 19 мая 2004 года). Управлял самолётами Ан-2 и Як-40. В должности командира Airbus A320 — с 1 сентября 2005 года (до этого управлял им в качестве второго пилота). Налетал 5458 часов, 1436 из них на A320 (566 из них в качестве КВС).
- Второй пилот — 29-летний Арман Давтян. Опытный пилот, проработал в авиакомпании Armavia 4 года и 4 месяца (с января 2002 года). В качестве второго пилота управлял самолётами Ту-154 и ATR 42. В должности второго пилота Airbus A320 — с 11 октября 2004 года. Налетал 2185 часов, 1022 из них на A320.

В салоне самолёта работали 5 бортпроводников: Марина Асратян, Лусине Геворкян, Анаида Абелян, Роман Шелеметьев и Армен Арутюнян.
Также в состав экипажа входил авиамеханик Николай Хачатрян.
| Гражданство | Пассажиры | Экипаж | Всего |
| ----------- | --------- | ------ | ----- |
| Армения     | 77        | 8      | 85    |
| Россия      | 26        | 0      | 26    |
| Украина     | 1         | 0      | 1     |
| Грузия      | 1         | 0      | 1     |
| Итого       | 105       | 8      | 113   |

Среди пассажиров на борту самолёта находился Артур Тумасян, игрок КВН, сценарист, один из авторов популярного шоу «Comedy Club».

## Хронология событий
Рейс RNV967 вылетел из аэропорта Звартноц (Ереван, Армения) в 00:47 MSK 3 мая (20:47 UTC 2 мая) и взял курс на Сочи. На его борту находились 8 членов экипажа и 105 пассажиров. Взлёт, набор высоты и полёт на эшелоне прошли в штатном режиме.
Перед вылетом экипаж получил данные наблюдений и прогноз погоды для аэропортов взлёта, посадки и запасных аэропортов. Все члены экипажа имели необходимые документы для выполнения полёта и накануне вылета отдыхали в домашних условиях.
Первый контакт экипажа рейса 967 с диспетчером подхода аэропорта Сочи состоялся в 01:10 MSK. В этот момент самолёт был вне зоны действия диспетчерского радиолокатора аэропорта. До 01:17 диспетчер и экипаж обсуждали фактическую и прогнозируемую погоду, в результате чего экипаж принял решение вернуться в Ереван. В 01:26, после того, как решение уже было принято, экипаж попросил диспетчера о контрольном замере погоды. В 01:30 диспетчер сообщил экипажу, что видимость составляет 3600 метров и нижняя граница облачности на высоте 170 метров. В 01:31 командир решил продолжить полёт до Сочи.
В 02:00 диспетчер снова вышел на связь с рейсом 967. К этому моменту он снизился до 3600 метров и находился в зоне действия сочинского радара. Диспетчер разрешил экипажу снижение до 1800 метров и проинформировал о фактической погоде в аэропорту Сочи по состоянию на 02:00 для взлётной полосы № 06. Погода на этот момент была выше (лучше) посадочного минимума.
Перед передачей рейса 967 для дальнейшей связи с диспетчерами круга и посадки экипажу было разрешено снижение до 600 метров к четвёртому развороту. В процессе разворота экипаж проскочил створ ВПП, однако быстро устранил отклонение и начал снижение по глиссаде.
В 02:10 MSK экипаж доложил о выпуске шасси и готовности к посадке. В ответ диспетчер подтвердил удаление 10 километров от аэропорта и сообщил свежую сводку погоды — горизонтальную видимость 4000 метров и высоту нижней границы облаков 190 метров, а также разрешил посадку. Тем не менее, примерно 30 секунд спустя, диспетчер посадки уведомил экипаж о наблюдаемых облаках с нижней границей 100 метров и дал распоряжение прекратить снижение и уходить на второй круг правым разворотом с занятием высоты 600 метров, а также выйти на связь с диспетчером круга, который даст инструкции по входу самолёта в схему захода аэропорта.
В 02:13 MSK рейс RNV967 рухнул в Чёрное море и полностью разрушился. Обломки самолёта затонули в 6 километрах от аэропорта Сочи на глубине 514 метров. Все 113 человек на его борту погибли.

## Реакция
- В России день 5 мая 2006 года был объявлен днём национального траура.
- В Армении был объявлен двухдневный траур (5 и 6 мая).

## Расследование
Расследование причин катастрофы рейса RNV967 проводил Межгосударственный авиационный комитет (МАК).
Окончательный отчёт расследования был опубликован 12 февраля 2007 года.
Согласно отчёту, причиной катастрофы стали несогласованные и не соответствующие Руководству по лётной эксплуатации (РЛЭ) данного типа самолёта действия экипажа в стадии попытки набора высоты после получения команды диспетчера об уходе на второй круг.
Рейс 967 заходил на посадку в сложных метеоусловиях с использованием автопилота. В момент точного нахождения на глиссаде, в посадочной конфигурации, экипаж получил указание диспетчера об уходе на второй круг из-за снижения нижней границы облачности ниже метеорологического минимума для выбранной полосы посадки. Выполняя данное указание, экипаж на высоте около 340 метров прекратил снижение и начал правый разворот с набором высоты. В процессе выполнения этого разворота командир экипажа отключил автопилот и, кратковременно переведя самолёт в режим набора высоты, своими дальнейшими действиями перевёл самолёт на снижение. Последующие действия экипажа в попытке набора скорости и высоты были нескоординированными и недостаточными для вывода самолёта из снижения.

### Слухи о причинах катастрофы
Вскоре после катастрофы ряд СМИ со ссылкой на бывшего пилота авиакомпании Armavia распространили информацию о присутствии на борту неких преступных элементов и о произошедшей перестрелке. Однако эти слухи были опровергнуты официальным заявлением МАК. В дальнейшем СМИ России и Армении неоднократно сообщали о претензиях авиакомпании Armavia к выводам МАК.

## Культурные аспекты
В 2008 году в Ереване в районе 5-го масива Нор Норка установлен мемориал жертвам трагедии.
20 февраля 2015 года в Армении состоялась премьера мелодрамы «Прерванный полёт». В основу фильма легли события данной авиакатастрофы.